# Plongée sous-marine aux Maldives

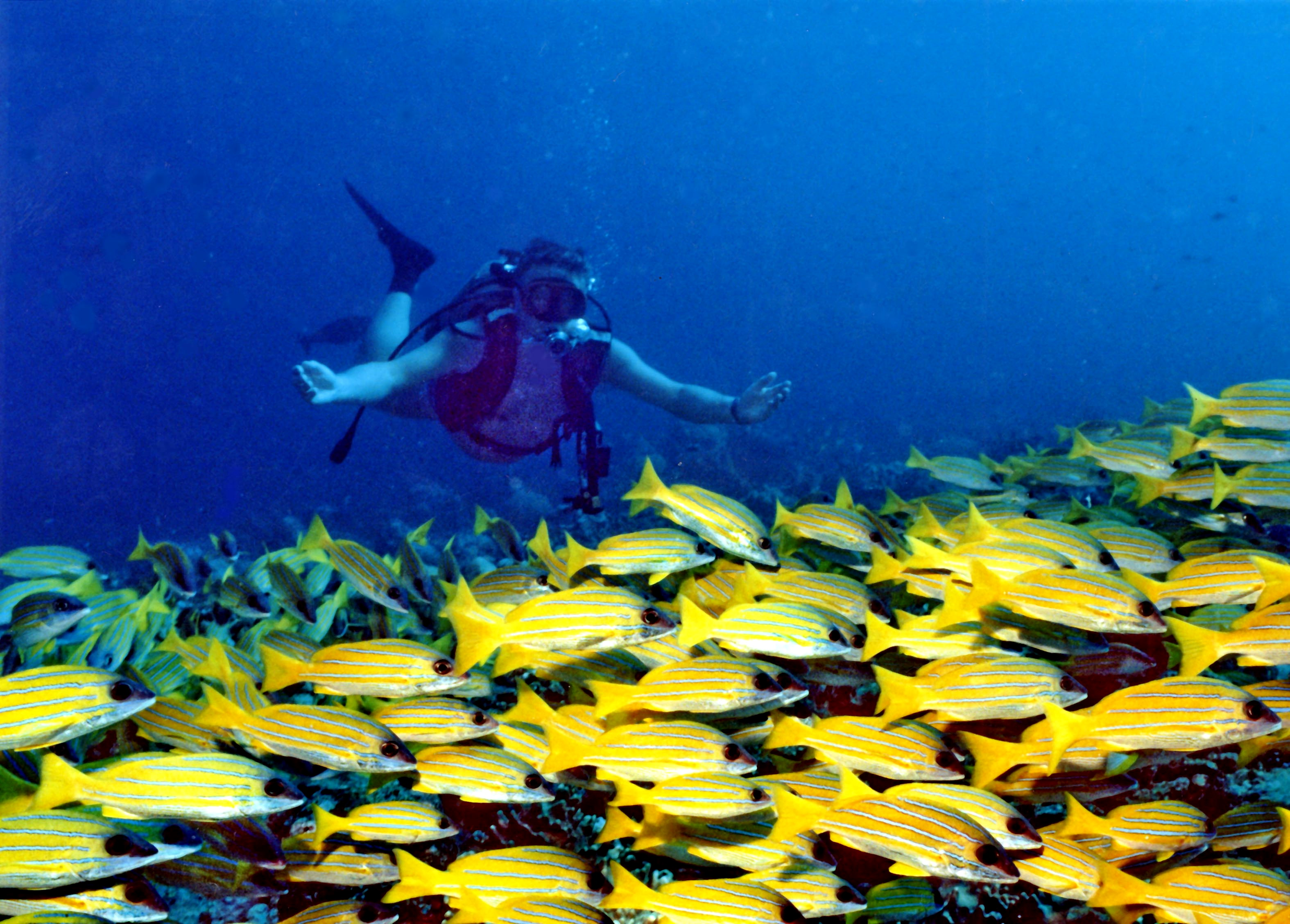
Plongée sous-marine aux Maldives, au milieu d'un banc de vivaneaux à raies bleues.

La plongée sous-marine aux Maldives est réputée dans ce pays de l'océan Indien.

## Présentation
Les Maldives sont un archipel constitué de plusieurs atolls, dont les plages de sable blanc, les récifs coralliens, les eaux claires et chaudes, ainsi que la riche vie marine ont fait la renommée.
La plupart des île-hôtels du pays ont un service organisant des plongées et il existe un certain nombre de voyagistes offrant des vacances sur ce thème.
La vie marine est remarquable notamment en raison de la présence d'espèces pélagiques telles que les requins baleines ou les raies manta. On y rencontre aussi en abondance des raies aigles, des requins de récif, des napoléons, des tortues marines ainsi que de nombreuses espèces de poissons et de coraux.
En 1998, El Niño a endommagé et blanchi une grande partie du corail,,, mais les dégâts sont peu à peu devenus moins visibles.